# Strahlungen

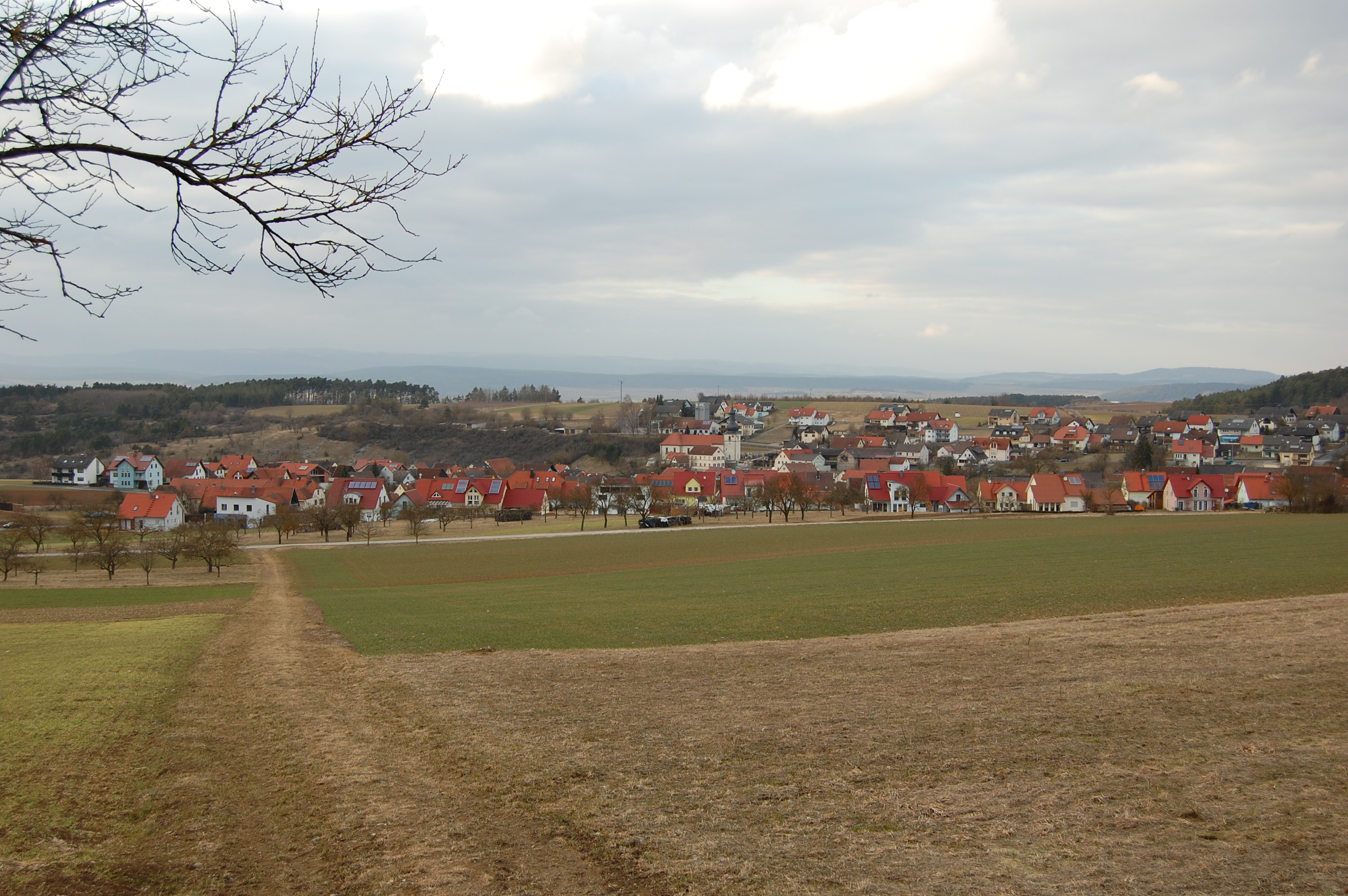
Strahlungen (2011)

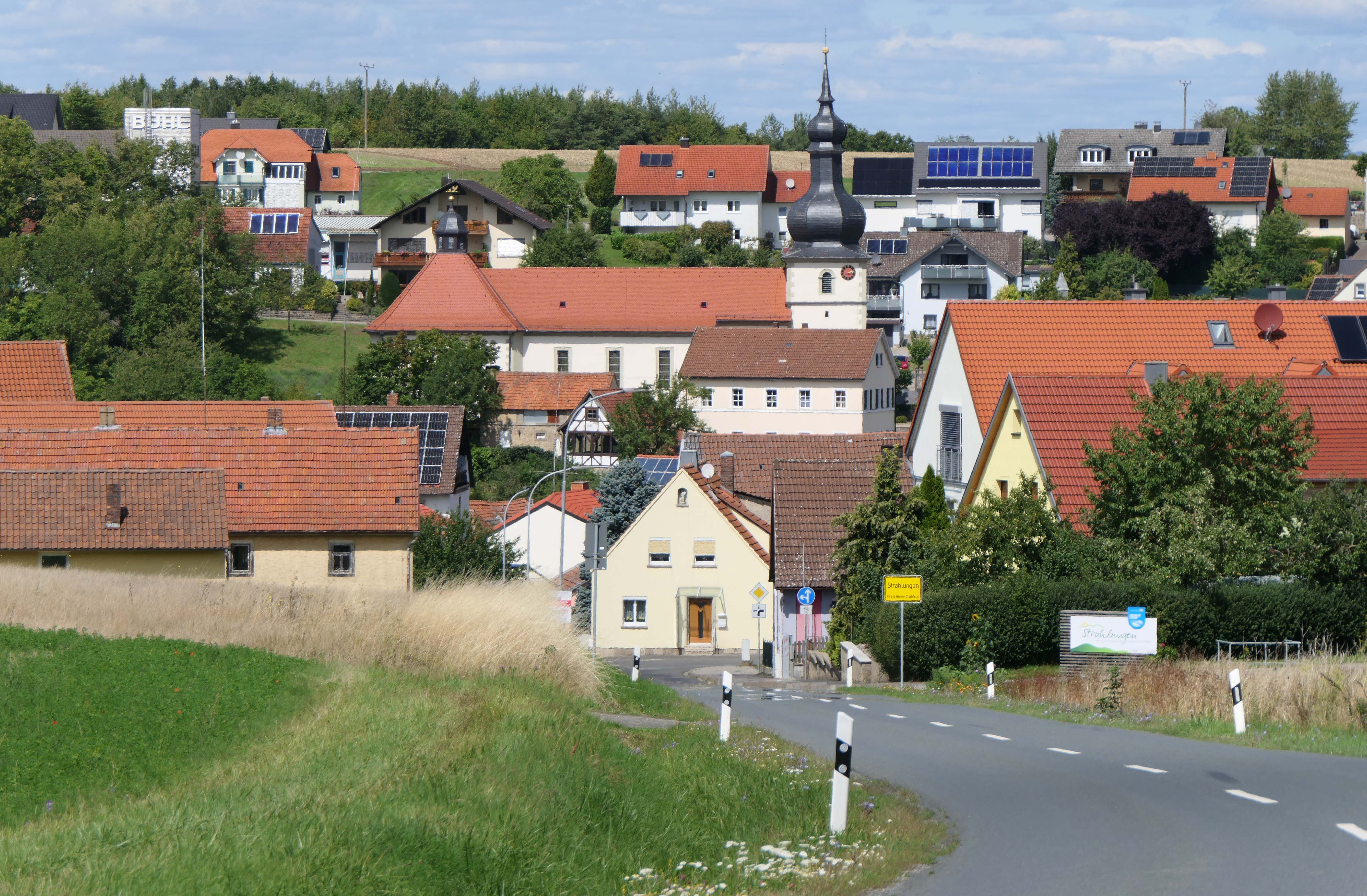
Strahlungen von Süden

Strahlungen (bis 1875 noch Stralungen geschrieben) ist eine Gemeinde im unterfränkischen Landkreis Rhön-Grabfeld. Die Gemeinde ist Mitglied der Verwaltungsgemeinschaft Bad Neustadt an der Saale. Der Name Strahlungen bedeutet wohl „bei den Leuten des Stralo“, über den jedoch nichts bekannt ist.

## Geografie

### Geografische Lage
Die Gemeinde liegt in der Region Main-Rhön auf einer Anhöhe, von der aus man einen schönen Blick auf das Mittelgebirge Rhön hat. Der am tiefsten gelegene Punkt befindet sich auf etwa 260 m ü. NHN Richtung Salz und der höchste auf etwa 400 m ü. NHN bei Rheinfeldshof. Die nächstgelegenen Städte sind Münnerstadt und Bad Neustadt a. d. Saale (beide ca. sechs Kilometer entfernt), die nächste Großstadt Würzburg in ca. 70 km Entfernung.

### Gemeindegliederung
Es gibt zwei Gemeindeteile (in Klammern ist der Siedlungstyp angegeben):
- Rheinfeldshof (Kirchdorf)
- Strahlungen (Pfarrdorf)

Es gibt nur die Gemarkung Strahlungen.

### Nachbargemeinden
- Bad Neustadt
- Münnerstadt
- Burglauer
- Niederlauer
- Salz
- Rödelmaier

## Geschichte

### Bis zur Gemeindegründung
Strahlungen lässt sich durch die Endung „-ungen“ mit hoher Wahrscheinlichkeit schon der vorfränkischen Zeit zuordnen, zudem wurde schon im Jahr 837 eine Wüstung bei Strahlungen genannt. Jedoch erst 1196 wurde Strahlungen das erste Mal urkundlich erwähnt.
Zuvor, im Jahre 1156, erfolgte die Gründung des vier Kilometer südöstlich gelegenen Klosters Maria Bildhausen, das eng mit Strahlungen verbunden war. Bis 1796 besaß das Kloster in Strahlungen einen Gülthof, zu dem zwei Hofstellen, drei Weinberge und zwölf Morgen Land gehörten. Das Kloster war zudem Alleinherr des Ortsteils Rheinfeldshof. Das Amt des Hochstiftes Würzburg wurde nach der Säkularisation 1803 zugunsten Bayerns 1805 Erzherzog Ferdinand von Toskana zur Bildung des Großherzogtums Würzburg überlassen und fiel mit diesem 1814 endgültig an Bayern. Im Zuge der Verwaltungsreformen entstand mit dem Gemeindeedikt von 1818 die heutige Gemeinde.

### 20. Jahrhundert
Seit 1950 gehört das Kloster Maria Bildhausen politisch nicht mehr zur Gemeinde Strahlungen. Am 1. Juli 1972 verblieb die Gemeinde Strahlungen anlässlich der Gebietsreform im nunmehr vergrößerten Landkreis Bad Neustadt an der Saale, der am 1. Mai 1973 in Landkreis Rhön-Grabfeld umbenannt wurde.

### Einwohnerentwicklung
bezogen auf Hauptwohnsitze
| Jahr | Einwohner |
| ---- | --------- |
| 1970 | 743       |
| 1987 | 818       |
| 1991 | 907       |
| 1993 | 970       |
| 2000 | 975       |
| 2003 | 933       |
| 2006 | 949       |
| 2009 | 893       |
| 2014 | 921       |
| 2018 | 938       |
| 2019 | 930       |

Im Zeitraum 1988 bis 2018 stieg die Einwohnerzahl von 846 auf 939 um 93 Einwohner bzw. um 11 %. 1994 hatte die Gemeinde 985 Einwohner.
Quelle: BayLfStat

## Politik

### Bürgermeister  und Gemeinderat
Johannes Hümpfner (CSU) trat bei der Wahl zum Ersten Bürgermeister im März 2020 als einziger Kandidat an. Er erhielt 71,8 Prozent der Stimmen.
Im neunköpfigen Gemeinderat (acht Mitglieder plus Bürgermeister) gehören alle Mitglieder der CSU an. Bei der Kommunalwahl hatte es nur eine Liste gegeben.

### Wappen
|  | Blasonierung: „Unter goldenem Schildhaupt, darin nebeneinander vier blaue Kreuze, in Blau über einer goldenen Sonne schräg gekreuzt ein von Silber und Rot in zwei Reihen geschachter Schrägbalken und ein linksgewendeter goldener Abtstab.“ |
|  | |

## Kultur und Sehenswürdigkeiten

### Vereine
In Strahlungen gibt es ein ausgeprägtes Vereinsleben:
- Fußball-Club Strahlungen
- Musikverein Strahlungen
- Freiwillige Feuerwehr Strahlungen
- Rad- und Wanderverein Einigkeit Strahlungen
- Schützenverein Silberdistel Strahlungen
- VdK-Ortsverband Strahlungen
- St. Johannis-Verein Strahlungen
- Garde Strahlungen
- Frühheimkehrer Kultur- und Freizeitsportclub
- Stammtisch Nachtwächter
- Katholischer Arbeiterverein
- Seniorenkreis
- CSU-Ortsverband
- Soldaten- und Kriegerkameradschaft Strahlungen
- Theatergruppe der Pfarrgemeinde Strahlungen
- Stammtisch Blaue Jungs
- Feuerwehrgruppe Rheinfeldshof
- Dorf- und Heimatverein Rheinfeldshof
- Dartsclub Fonsius Dartus

### Veranstaltungen mit überörtlicher Bedeutung
Das Vatertagsfest Rheinfeldshof findet alljährlich seit 1990 statt und bietet den Besuchern – die in der Mehrzahl zu Fuß oder mit dem Fahrrad ankommen – auf dem Festplatz, am Ortsrand gelegen, musikalische Unterhaltung durch Blaskapellen der Umgebung. Als eine besondere Spezialität gelten vor allem die zahlreichen Torten und Kuchen.
Das Festwochenende Strahlunger Meile findet alle zwei Jahre statt. Schon die ersten beiden Festwochenenden in den Jahren 2015 und 2016 (danach wurde auf zweijährlichen Intervall umgestellt) wurden von vielen Gästen besucht. Für dieses zweitägige Fest wird der gesamte Dorfplatz festlich geschmückt, es gibt eine große Künstler- und Kunsthandwerkermeile in den Straßen des Altortes von Strahlungen, Auftritte von Kindern auf der Bühne, in den Abendstunden (am Sonntag schon nachmittags) Unterhaltung durch Musik. Die bislang letzte Strahlunger Meile fand Anfang Juli 2022 statt.
Halloween Opening Mit mehreren DJs auf zwei Flächen spricht dieses Fest vor allem die jüngere Generation an. Es findet seit 2011 jährlich Ende Oktober statt. Jedes Jahr treten dort in der Region und darüber hinaus bekannte DJs auf.
Aufführungen der Theatergruppe Alle zwei Jahre finden in der Günter-Burger-Halle an mehreren Abenden (2018 Pause) Aufführungen der Theatergruppe der Pfarrgemeinde Strahlungen statt, die sich mittlerweile im Umkreis einen ausgezeichneten Ruf erarbeitet hat. Die aufgeführten Stücke werden – soweit möglich – in den Strahlunger Dialekt umgeschrieben, weswegen die Gruppe auch Teil des Mundart-Theater Franken ist.

### Sport
- Fußball: Der FC Strahlungen trat in den Spielzeiten 2010/2011 und 2011/2012 in der damaligen Bezirksoberliga Unterfranken (7. Liga) an, der höchsten rein auf Unterfranken beschränkten Liga; seit der Saison 2018/2019 nun wieder auf Kreisebene (8. Liga).
- Garde: Diese läuft auch unter dem Dach des FC Strahlungen und besteht aus insgesamt drei Garden (kleine, mittlere und große Garde) und einem Männerballett.
- Schützenverein: Der Schützenverein Silberdistel Strahlungen bestreitet mit seinen Mannschaften die Heimspiele in der Günter-Burger-Halle in Strahlungen.
- Darts: Seit 2016 gibt es den Dartsclub Fonsius Dartus, der (Stand: September 2018) aus mehr als 20 Mitgliedern besteht.

### Musik
Der Musikverein Strahlungen besteht aus 36 aktiven Musikanten. Darüber hinaus befinden sich 15 junge Musikanten in der Ausbildung, und die Angebote der musikalischen Früherziehung und der Flötengruppe werden von zehn Kindern genutzt.

### Weinberg
Strahlungen besitzt den einzigen Weinberg Rhön-Grabfelds. In den mehr als zehn Parzellen wurde zunächst nur für den Eigenbedarf angebaut, seit Mitte 2016 haben die Hobbywinzer auch die Erlaubnis, den Wein zu verkaufen. Den ersten Wein gab es 2018 zu verkosten.

## Wirtschaft und Infrastruktur
Es gab 2014 nach der amtlichen Statistik 55 sozialversicherungspflichtige Beschäftigte am Arbeitsort, davon 39 im produzierenden Gewerbe. Sozialversicherungspflichtig Beschäftigte am Wohnort gab es 413. Somit ergibt sich für Strahlungen ein Pendlersaldo von −358 Personen.

Es gibt in Strahlungen (Stand: September 2018) unter anderem:
- Friseurgeschäft
- Physiotherapie-Praxis
- Gastwirtschaft mitsamt Metzgerei
- Bäckerei
- Maler- und Verputzergeschäft
- Maler- und Raumgestalterbetrieb
- Schreinerei
- Steinmetz- und Steinindustriebetrieb mit Bitumenmischwerk
- Bagger- und Fuhrunternehmen
- Bauunternehmen
- Elektroinstallateur

Zudem bestanden im Jahr 2010 22 landwirtschaftliche Betriebe mit einer landwirtschaftlich genutzten Fläche von 602 Hektar, davon waren 580 Hektar Ackerfläche.

### Verkehr
Über das Gemeindegebietführen die Kreisstraßen NES 18, NES 15 und die Bundesautobahn 71. Zudem ist Strahlungen über die Buslinie 8152 mit der Kreisstadt Bad Neustadt a. d. Saale verbunden. Die nächsten Bahnhöfe befinden sich in Münnerstadt (sechs Kilometer) und Bad Neustadt a. d. Saale (sieben Kilometer) und die nächsten Autobahnanschlussstellen bei Münnerstadt und Bad Neustadt a.d.Saale.

### Internet
Strahlungen ist über Glasfaserkabel an das Internet angeschlossen. Daher ist in ganz Strahlungen (auch im Ortsteil Rheinfeldshof) VDSL2 mit Downloadraten von bis zu 100 MBit/s und Uploadraten bis zu 40 MBit/s möglich.

### Bildung
Es gibt folgende Einrichtungen (Stand: Juni 2020):
- einen Kindergarten, der von 69 Kindern besucht wird

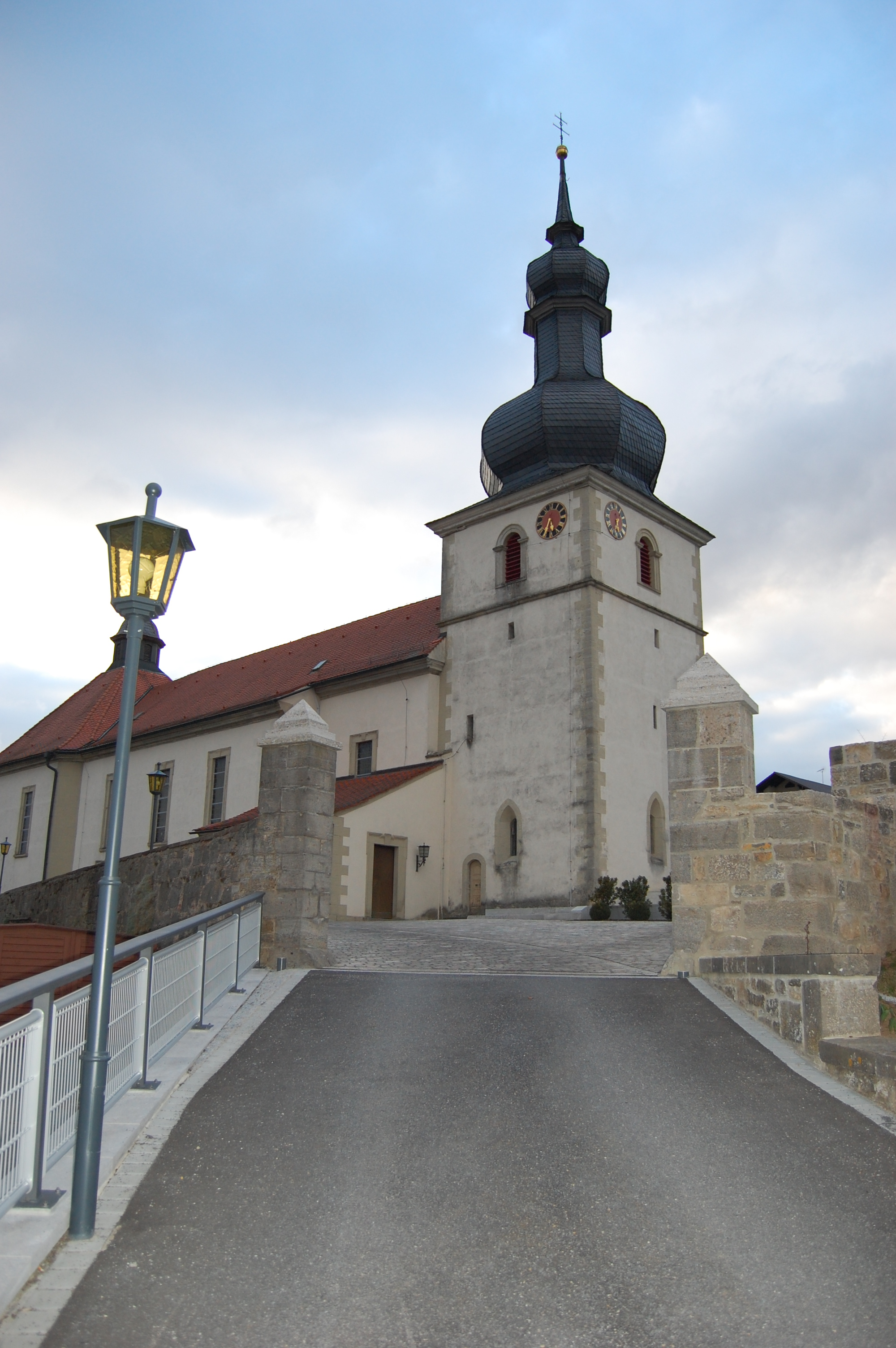
St. Nikolaus (2011)
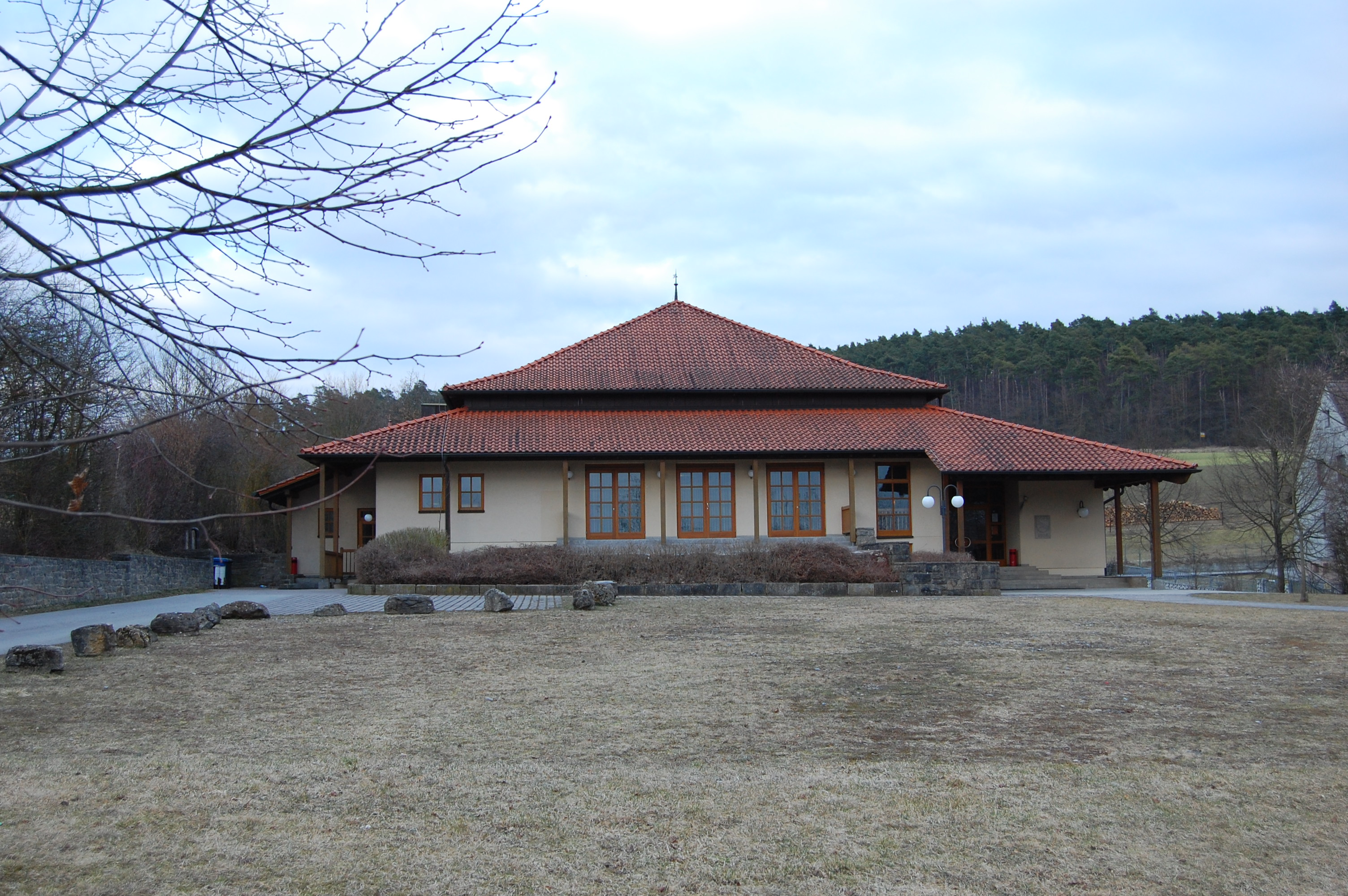
Günter-Burger-Halle von vorne (2011)
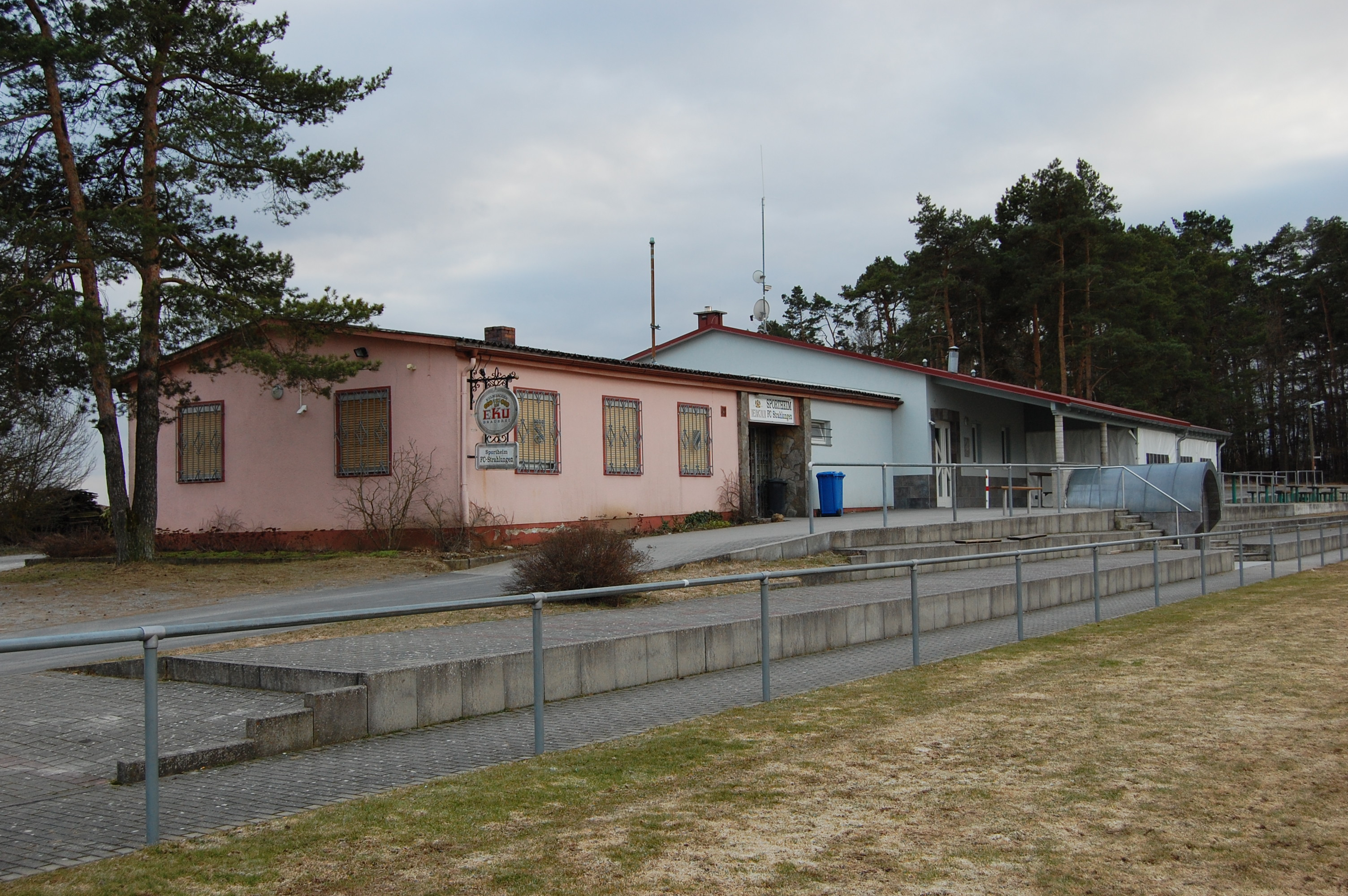
Sportheim FC Strahlungen (2011)
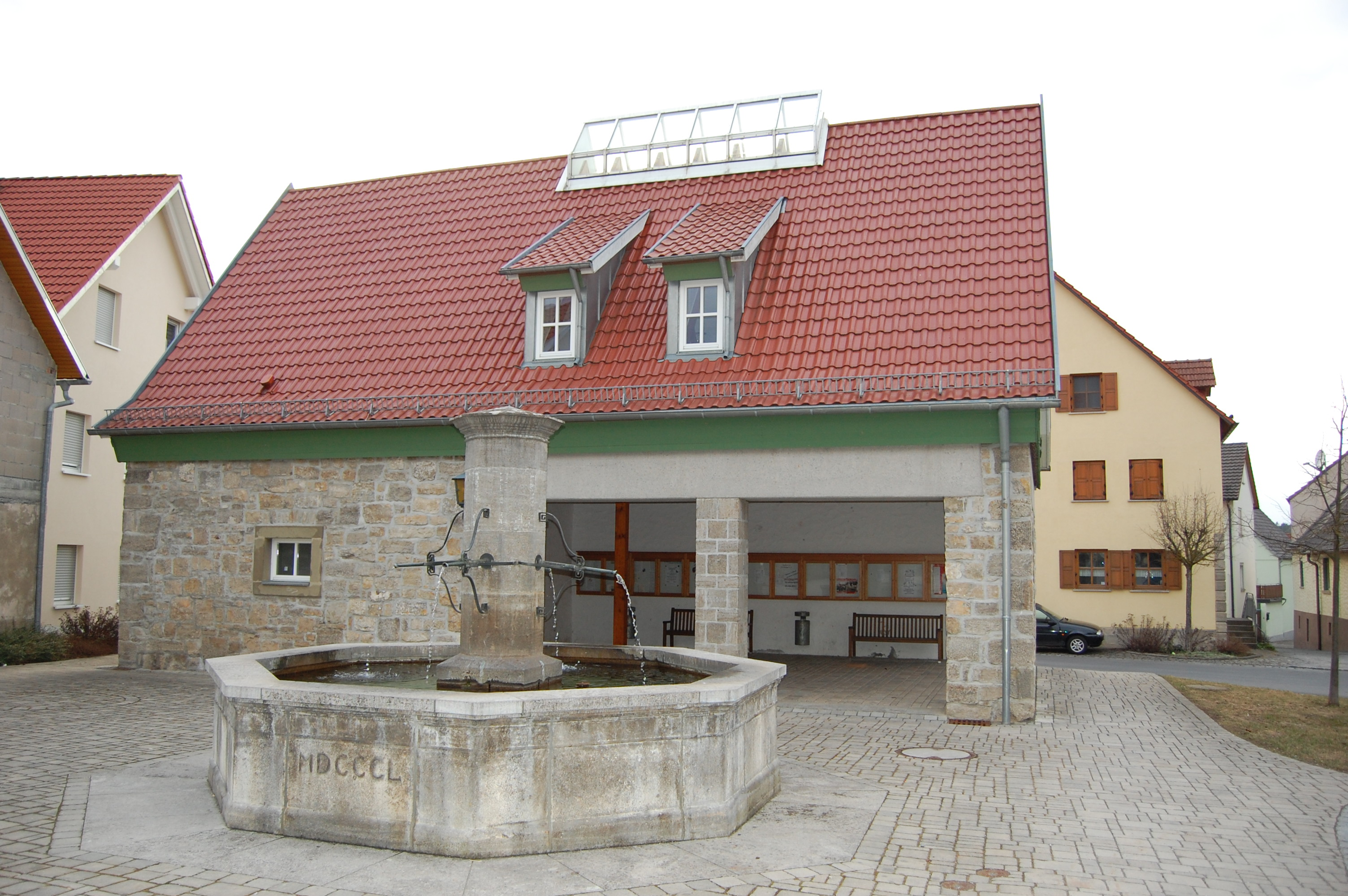
Dorfplatz mit Vierröhrenbrunnen und Dorfgemeinschaftshaus (2011)
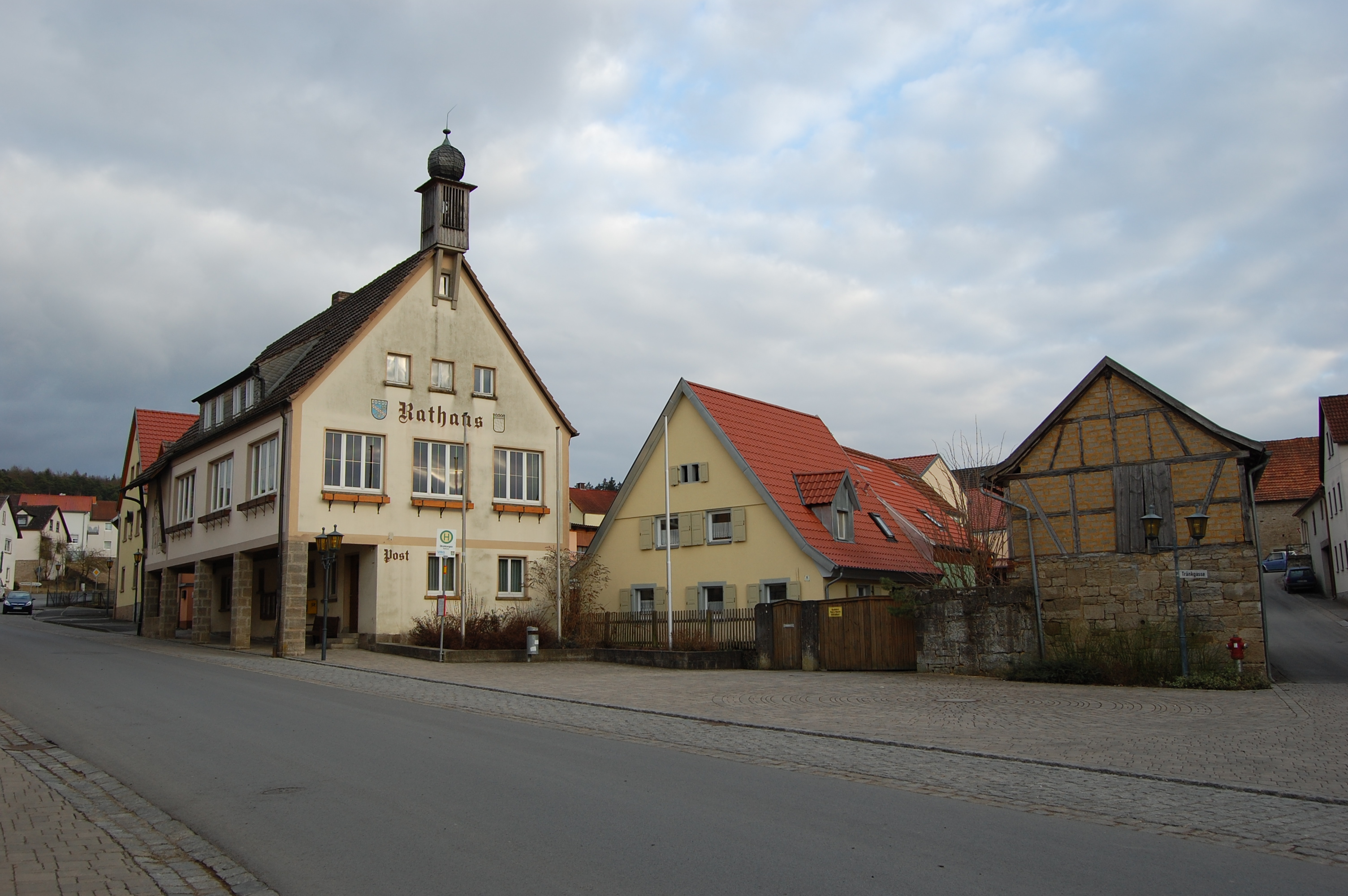
Rathaus (2011)
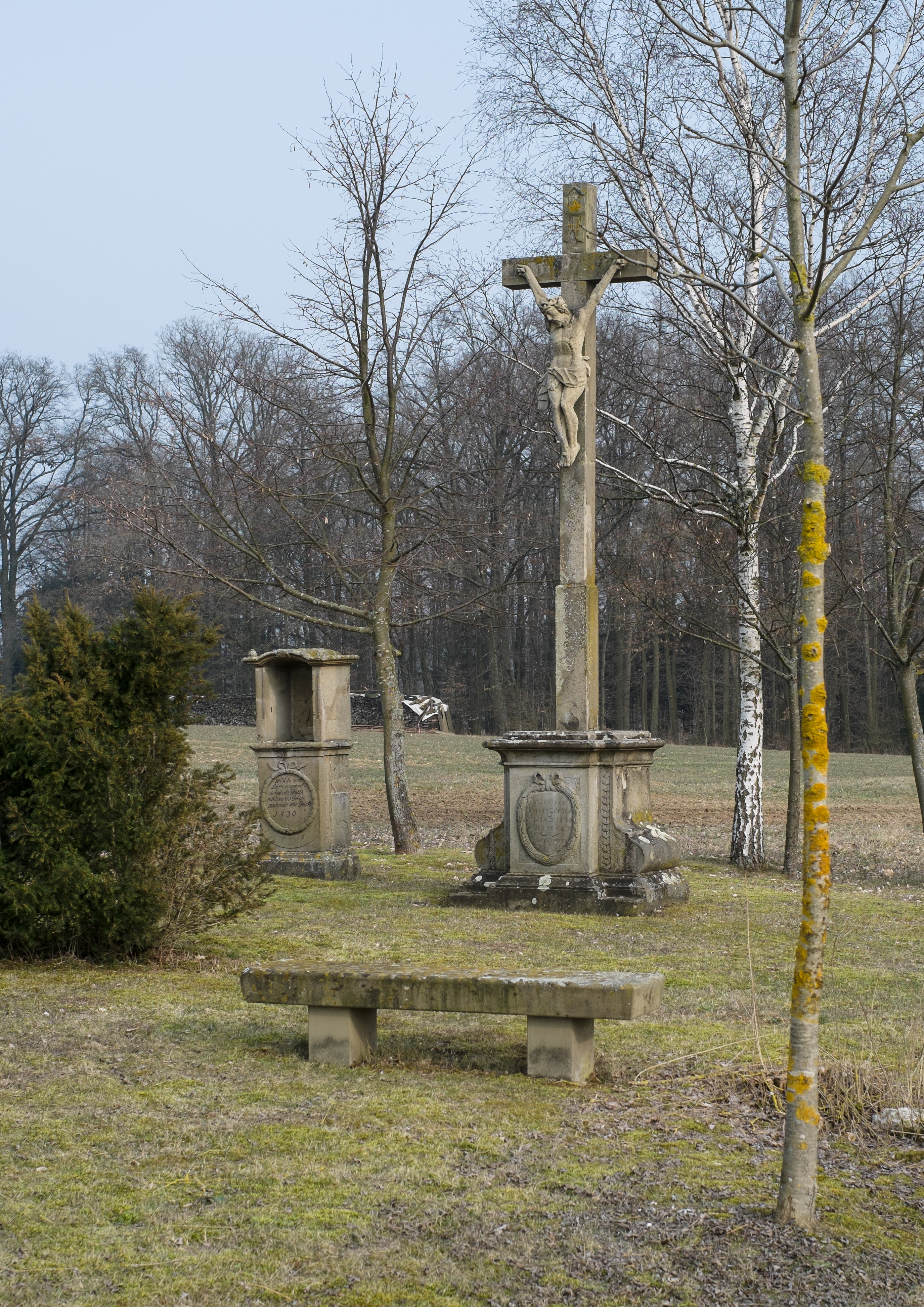
Kreuz von 1844 und Heiligenhäuschen von 1830